# La notte dell'innominato
La notte dell'innominato è un film del 1962 diretto da Luigi Latini De Marchi.